# Montpol
Montpol és una de les set entitats de població del municipi de Lladurs (Solsonès), situada al vessant oriental de la Ribera Salada a l'extrem nord-occidental del terme municipal.
El lloc ja es troba esmentat l'any 839, en l'acta de consagració de la catedral d'Urgell.

## Demografia
| Evolució demogràfica |            |            |            |                   |                   |                   |       |
| Any                  | Nucli urbà | Nucli urbà | Nucli urbà | Poblament dispers | Poblament dispers | Poblament dispers | Total |
| Any                  | Homes      | Dones      | Total      | Homes             | Dones             | Total             | Total |
| 2000                 | 0          | 0          | 0          | 31                | 17                | 48                | 48    |
| 2001                 | 0          | 0          | 0          | 30                | 16                | 46                | 46    |
| 2002                 | 0          | 0          | 0          | 27                | 15                | 42                | 42    |
| 2003                 | 0          | 0          | 0          | 28                | 15                | 43                | 43    |
| 2004                 | 0          | 0          | 0          | 27                | 15                | 42                | 42    |
| 2005                 | 0          | 0          | 0          | 27                | 17                | 44                | 44    |
| 2006                 | 0          | 0          | 0          | 29                | 17                | 46                | 46    |
| 2007                 | 0          | 0          | 0          | 24                | 15                | 39                | 39    |
| 2008                 | 0          | 0          | 0          | 26                | 15                | 41                | 41    |
| Font: INE            |            |            |            |                   |                   |                   |       |

## Poblament
Tot i que no es tracta pròpiament d'un nucli agrupat, hom pot considera que el nucli del poble s'ha format a redós de l'actual església parroquial. La resta del poblament és totalment dispers.

## Patrimoni cultural i natural del poble

### Béns culturals d'interès nacional
- Conjunt de les runes del castell i l'antiga església parroquial de Sant Miquel de Montpol
- Masia de Solanes

### Béns culturals d'interès local
- Capella de Sant Antoni de Pàdua de Serentill
- Capella de Sant Esteve de Coscollola
- Ermita de la Mare de Déu de Març
- Ermita de Santa Maria de Porredon
- Església de Santa Maria de Solanes
- Església parroquial de Sant Miquel de Montpol
- Santuari de Massarúbies

### Béns culturals
- Capella de la Presentació del Roquer
- Capella de Sant Joan Baptista de la Torre de Montpolt
- Pont de Solanes

### Jaciments arqueològics
- Megàlit de Cabiscol

### Arbres singulars
- Pi de la Torre.
- Pinassa de les Tres Branques de Cabiscol
- Roure de Montpol